# تانچون
تانچون (به لاتین: Tanchon) یک شهر در کره شمالی است که در استان هامگیونگ جنوبی واقع شده‌است.

## خصوصیات
تانچون ۲٬۱۷۰ کیلومترمربع مساحت و ۳۶۰٬۰۰۰ نفر جمعیت دارد.